# Ripartizione America settentrionale e centrale
La ripartizione America settentrionale e centrale è uno dei quattro collegi elettorali italiani che compongono la circoscrizione Estero.

## Territorio
Il territorio della ripartizione America settentrionale e centrale include gli Stati riconosciuti dal governo italiano nel territorio nordamericano e centroamericano, esclusa Trinidad e Tobago che fa parte della ripartizione America meridionale. I cittadini italiani residenti nei paesi e territori d'oltremare sono invece inclusi nei rispettivi Stati europei della ripartizione Europa, mentre le Isole Vergini Americane e Portorico dipendono dagli Stati Uniti d'America.
Basandosi sull'ultimo referendum costituzionale del 2016, il paese con più elettori italiani residenti sono gli Stati Uniti d'America, mentre quello con il numero inferiore è la Dominica.
Nell'elenco che segue sono indicate le denominazioni ufficiali utilizzate dal Ministero dell'Interno:
| №      | Paese                     | Numero elettori italiani | Numero elettori italiani |
| №      | Paese                     | Camera                   | Senato                   |
| ------ | ------------------------- | ------------------------ | ------------------------ |
| 1      | Antigua e Barbuda         | 62                       | 55                       |
| 2      | Bahamas                   | 160                      | 141                      |
| 3      | Barbados                  | 32                       | 30                       |
| 4      | Belize                    | 11                       | 10                       |
| 5      | Canada                    | 117 053                  | 110 872                  |
| 6      | Costa Rica                | 3 436                    | 3 034                    |
| 7      | Cuba                      | n.d.                     | n.d.                     |
| 8      | Dominica                  | n.d.                     | n.d.                     |
| 9      | Repubblica Dominicana     | 3 988                    | 3 443                    |
| 10     | El Salvador               | 1 686                    | 1 399                    |
| 11     | Giamaica                  | n.d.                     | n.d.                     |
| 12     | Grenada                   | 27                       | 24                       |
| 13     | Guatemala                 | 3 303                    | 2 784                    |
| 14     | Haiti                     | 100                      | 94                       |
| 15     | Honduras                  | 807                      | 657                      |
| 16     | Messico                   | 10 264                   | 9 077                    |
| 17     | Nicaragua                 | 829                      | 702                      |
| 18     | Panama                    | 2 821                    | 2 531                    |
| 19     | Saint Lucia               | n.d.                     | n.d.                     |
| 20     | Saint Vincent e Grenadine | n.d.                     | n.d.                     |
| 21     | Saint Kitts e Nevis       | 2                        | 2                        |
| 22     | Stati Uniti d'America     | 184 207                  | 171 895                  |
| Totale | Totale                    | 328 788                  | 306 750                  |

Note: elettori iscritti durante le elezioni politiche del 2013; Trinidad e Tobago fa parte della ripartizione America meridionale

## Dati elettorali

### Elezioni politiche del 2006
| Partito                            | Partito                                      | Risultati 9 aprile 2006 | Risultati 9 aprile 2006 | Risultati 9 aprile 2006 | Seggi | Seggi |
| Partito                            | Partito                                      | Voti                    | %                       | ±                       | Num   | ±     |
| ---------------------------------- | -------------------------------------------- | ----------------------- | ----------------------- | ----------------------- | ----- | ----- |
|                                    | L'Unione                                     | 33 881                  | 38,72                   | n.d.                    | 1     | n.d.  |
|                                    | Forza Italia                                 | 26 843                  | 30,68                   | n.d.                    | 1     | n.d.  |
|                                    | Per l'Italia nel Mondo                       | 10 897                  | 12,45                   | n.d.                    | 0     | n.d.  |
|                                    | Unione di Centro                             | 9 494                   | 10,85                   | n.d.                    | 0     | n.d.  |
|                                    | Alternativa Indipendente Italiani all'Estero | 3 732                   | 4,26                    | n.d.                    | 0     | n.d.  |
|                                    | Lega Nord                                    | 1 461                   | 1,67                    | n.d.                    | 0     | n.d.  |
|                                    | Fiamma Tricolore                             | 1 197                   | 1,37                    | n.d.                    | 0     | n.d.  |
|                                    |                                              |                         |                         |                         |       |       |
| Iscritti                           | Iscritti                                     | 282 249                 | 100,00                  |                         |       |       |
| ↳ Votanti (% su iscritti)          | ↳ Votanti (% su iscritti)                    | 97 943                  | 34,70                   | n.d.                    |       |       |
| ↳ Voti validi (% su votanti)       | ↳ Voti validi (% su votanti)                 | 87 505                  | 89,34                   |                         |       |       |
| ↳ Schede non valide (% su votanti) | ↳ Schede non valide (% su votanti)           | 10 438                  | 10,66                   |                         |       |       |
| ↳ Schede bianche (% su votanti)    | ↳ Schede bianche (% su votanti)              | 565                     | 0,58                    |                         |       |       |
| ↳ Schede nulle (% su votanti)      | ↳ Schede nulle (% su votanti)                | 9 873                   | 10,08                   |                         |       |       |
| ↳ Astenuti (% su iscritti)         | ↳ Astenuti (% su iscritti)                   | 184 306                 | 65,30                   |                         |       |       |

| Eletti | Eletti             |
| ------ | ------------------ |
|        | Gino Bucchino      |
|        | Salvatore Ferrigno |

| Partito                            | Partito                                      | Risultati 9 aprile 2006 | Risultati 9 aprile 2006 | Risultati 9 aprile 2006 | Seggi | Seggi |
| Partito                            | Partito                                      | Voti                    | %                       | ±                       | Num   | ±     |
| ---------------------------------- | -------------------------------------------- | ----------------------- | ----------------------- | ----------------------- | ----- | ----- |
|                                    | L'Unione                                     | 32 036                  | 38,03                   | n.d.                    | 1     | n.d.  |
|                                    | Forza Italia                                 | 25 556                  | 30,33                   | n.d.                    | 0     | n.d.  |
|                                    | Per l'Italia nel Mondo                       | 11 604                  | 13,77                   | n.d.                    | 0     | n.d.  |
|                                    | Unione di Centro                             | 9 412                   | 11,17                   | n.d.                    | 0     | n.d.  |
|                                    | Alternativa Indipendente Italiani all'Estero | 3 191                   | 3,79                    | n.d.                    | 0     | n.d.  |
|                                    | Lega Nord                                    | 1 389                   | 1,65                    | n.d.                    | 0     | n.d.  |
|                                    | Fiamma Tricolore                             | 1 061                   | 1,26                    | n.d.                    | 0     | n.d.  |
|                                    |                                              |                         |                         |                         |       |       |
| Iscritti                           | Iscritti                                     | 265 156                 | 100,00                  |                         |       |       |
| ↳ Votanti (% su iscritti)          | ↳ Votanti (% su iscritti)                    | 92 803                  | 35,00                   | n.d.                    |       |       |
| ↳ Voti validi (% su votanti)       | ↳ Voti validi (% su votanti)                 | 84 249                  | 90,78                   |                         |       |       |
| ↳ Schede non valide (% su votanti) | ↳ Schede non valide (% su votanti)           | 8 554                   | 9,22                    |                         |       |       |
| ↳ Schede bianche (% su votanti)    | ↳ Schede bianche (% su votanti)              | 701                     | 0,76                    |                         |       |       |
| ↳ Schede nulle (% su votanti)      | ↳ Schede nulle (% su votanti)                | 7 853                   | 8,46                    |                         |       |       |
| ↳ Astenuti (% su iscritti)         | ↳ Astenuti (% su iscritti)                   | 172 353                 | 65,00                   |                         |       |       |

| Eletti | Eletti                |
| ------ | --------------------- |
|        | Renato Guerino Turano |

### Elezioni politiche del 2008
| Partito                            | Partito                            | Risultati 13 aprile 2008 | Risultati 13 aprile 2008 | Risultati 13 aprile 2008 | Seggi | Seggi   |
| Partito                            | Partito                            | Voti                     | %                        | ±                        | Num   | ±       |
| ---------------------------------- | ---------------------------------- | ------------------------ | ------------------------ | ------------------------ | ----- | ------- |
|                                    | Partito Democratico                | 41 077                   | 45,61                    | n.d.                     | 1     | n.d.    |
|                                    | Il Popolo della Libertà            | 39 020                   | 43,33                    | n.d.                     | 1     | n.d.    |
|                                    | Unione di Centro                   | 7 732                    | 8,59                     | 2,26                     | 0     | Stabile |
|                                    | La Destra - Fiamma Tricolore       | 2 224                    | 2,47                     | n.d.                     | 0     | n.d.    |
|                                    |                                    |                          |                          |                          |       |         |
| Iscritti                           | Iscritti                           | 296 661                  | 100,00                   |                          |       |         |
| ↳ Votanti (% su iscritti)          | ↳ Votanti (% su iscritti)          | 103 097                  | 34,75                    | n.d.                     |       |         |
| ↳ Voti validi (% su votanti)       | ↳ Voti validi (% su votanti)       | 90 053                   | 87,35                    |                          |       |         |
| ↳ Schede non valide (% su votanti) | ↳ Schede non valide (% su votanti) | 13 044                   | 12,65                    |                          |       |         |
| ↳ Schede bianche (% su votanti)    | ↳ Schede bianche (% su votanti)    | 739                      | 0,72                     |                          |       |         |
| ↳ Schede nulle (% su votanti)      | ↳ Schede nulle (% su votanti)      | 12 305                   | 11,94                    |                          |       |         |
| ↳ Astenuti (% su iscritti)         | ↳ Astenuti (% su iscritti)         | 193 564                  | 65,25                    |                          |       |         |

| Eletti | Eletti        |
| ------ | ------------- |
|        | Gino Bucchino |
|        | Amato Berardi |

| Partito                            | Partito                            | Risultati 13 aprile 2008 | Risultati 13 aprile 2008 | Risultati 13 aprile 2008 | Seggi | Seggi   |
| Partito                            | Partito                            | Voti                     | %                        | ±                        | Num   | ±       |
| ---------------------------------- | ---------------------------------- | ------------------------ | ------------------------ | ------------------------ | ----- | ------- |
|                                    | Il Popolo della Libertà            | 38 896                   | 44,96                    | n.d.                     | 1     | n.d.    |
|                                    | Partito Democratico                | 38 103                   | 44,04                    | n.d.                     | 0     | n.d.    |
|                                    | Unione di Centro                   | 7 330                    | 8,47                     | 4,70                     | 0     | Stabile |
|                                    | La Destra - Fiamma Tricolore       | 2 193                    | 2,53                     | n.d.                     | 0     | n.d.    |
|                                    |                                    |                          |                          |                          |       |         |
| Iscritti                           | Iscritti                           | 278 609                  | 100,00                   |                          |       |         |
| ↳ Votanti (% su iscritti)          | ↳ Votanti (% su iscritti)          | 98 107                   | 35,21                    | n.d.                     |       |         |
| ↳ Voti validi (% su votanti)       | ↳ Voti validi (% su votanti)       | 86 522                   | 88,19                    |                          |       |         |
| ↳ Schede non valide (% su votanti) | ↳ Schede non valide (% su votanti) | 11 585                   | 11,81                    |                          |       |         |
| ↳ Schede bianche (% su votanti)    | ↳ Schede bianche (% su votanti)    | 731                      | 0,75                     |                          |       |         |
| ↳ Schede nulle (% su votanti)      | ↳ Schede nulle (% su votanti)      | 10 854                   | 11,06                    |                          |       |         |
| ↳ Astenuti (% su iscritti)         | ↳ Astenuti (% su iscritti)         | 180 502                  | 64,79                    |                          |       |         |

| Eletti | Eletti           |
| ------ | ---------------- |
|        | Basilio Giordano |

### Elezioni politiche del 2013
| Partito                            | Partito                            | Risultati 24 febbraio 2013 | Risultati 24 febbraio 2013 | Risultati 24 febbraio 2013 | Seggi | Seggi   |
| Partito                            | Partito                            | Voti                       | %                          | ±                          | Num   | ±       |
| ---------------------------------- | ---------------------------------- | -------------------------- | -------------------------- | -------------------------- | ----- | ------- |
|                                    | Partito Democratico                | 26 435                     | 32,32                      | 13,29                      | 1     | Stabile |
|                                    | Con Monti per l'Italia             | 22 775                     | 27,84                      | n.d.                       | 1     | n.d.    |
|                                    | Il Popolo della Libertà            | 18 656                     | 22,81                      | 20,52                      | 0     | 1       |
|                                    | Movimento 5 Stelle                 | 8 381                      | 10,25                      | n.d.                       | 0     | n.d.    |
|                                    | Insieme per gli italiani           | 3 838                      | 4,69                       | n.d.                       | 0     | n.d.    |
|                                    | Fare per Fermare il Declino        | 1 718                      | 2,10                       | n.d.                       | 0     | n.d.    |
|                                    |                                    |                            |                            |                            |       |         |
| Iscritti                           | Iscritti                           | 328 788                    | 100,00                     |                            |       |         |
| ↳ Votanti (% su iscritti)          | ↳ Votanti (% su iscritti)          | 96 434                     | 29,33                      | n.d.                       |       |         |
| ↳ Voti validi (% su votanti)       | ↳ Voti validi (% su votanti)       | 81 803                     | 84,83                      |                            |       |         |
| ↳ Schede non valide (% su votanti) | ↳ Schede non valide (% su votanti) | 14 631                     | 15,17                      |                            |       |         |
| ↳ Schede bianche (% su votanti)    | ↳ Schede bianche (% su votanti)    | 981                        | 1,02                       |                            |       |         |
| ↳ Schede nulle (% su votanti)      | ↳ Schede nulle (% su votanti)      | 13 650                     | 14,15                      |                            |       |         |
| ↳ Astenuti (% su iscritti)         | ↳ Astenuti (% su iscritti)         | 232 354                    | 70,67                      |                            |       |         |

| Eletti | Eletti             |
| ------ | ------------------ |
|        | Francesca La Marca |
|        | Fucsia Nissoli     |

| Partito                            | Partito                            | Risultati 24 febbraio 2013 | Risultati 24 febbraio 2013 | Risultati 24 febbraio 2013 | Seggi | Seggi |
| Partito                            | Partito                            | Voti                       | %                          | ±                          | Num   | ±     |
| ---------------------------------- | ---------------------------------- | -------------------------- | -------------------------- | -------------------------- | ----- | ----- |
|                                    | Partito Democratico                | 26 332                     | 33,88                      | 10,16                      | 1     | 1     |
|                                    | Con Monti per l'Italia             | 22 437                     | 28,87                      | n.d.                       | 0     | n.d.  |
|                                    | Il Popolo della Libertà            | 17 547                     | 22,58                      | 22,38                      | 0     | 1     |
|                                    | Movimento 5 Stelle                 | 8 178                      | 10,52                      | n.d.                       | 0     | n.d.  |
|                                    | Insieme per gli italiani           | 3 223                      | 4,15                       | n.d.                       | 0     | n.d.  |
|                                    |                                    |                            |                            |                            |       |       |
| Iscritti                           | Iscritti                           | 306 750                    | 100,00                     |                            |       |       |
| ↳ Votanti (% su iscritti)          | ↳ Votanti (% su iscritti)          | 90 230                     | 29,41                      | n.d.                       |       |       |
| ↳ Voti validi (% su votanti)       | ↳ Voti validi (% su votanti)       | 77 717                     | 86,13                      |                            |       |       |
| ↳ Schede non valide (% su votanti) | ↳ Schede non valide (% su votanti) | 12 513                     | 13,87                      |                            |       |       |
| ↳ Schede bianche (% su votanti)    | ↳ Schede bianche (% su votanti)    | 936                        | 1,04                       |                            |       |       |
| ↳ Schede nulle (% su votanti)      | ↳ Schede nulle (% su votanti)      | 11 577                     | 12,83                      |                            |       |       |
| ↳ Astenuti (% su iscritti)         | ↳ Astenuti (% su iscritti)         | 216 520                    | 70,59                      |                            |       |       |

| Eletti | Eletti                |
| ------ | --------------------- |
|        | Renato Guerino Turano |

### Elezioni politiche del 2018
| Partito                            | Partito                                   | Risultati 4 marzo 2018 | Risultati 4 marzo 2018 | Risultati 4 marzo 2018 | Seggi | Seggi   |
| Partito                            | Partito                                   | Voti                   | %                      | ±                      | Num   | ±       |
| ---------------------------------- | ----------------------------------------- | ---------------------- | ---------------------- | ---------------------- | ----- | ------- |
|                                    | Lega-Forza Italia-Fratelli d'Italia       | 31 116                 | 32,98                  | 10,17                  | 1     | 1       |
|                                    | Partito Democratico                       | 27 440                 | 29,09                  | 3,23                   | 1     | Stabile |
|                                    | Movimento 5 Stelle                        | 16 408                 | 17,39                  | 7,14                   | 0     | Stabile |
|                                    | Movimento Associativo Italiani all'Estero | 7 579                  | 8,03                   | n.d.                   | 0     | n.d.    |
|                                    | +Europa                                   | 5 319                  | 5,64                   | n.d.                   | 0     | n.d.    |
|                                    | Liberi e Uguali                           | 3 983                  | 4,22                   | n.d.                   | 0     | n.d.    |
|                                    | Civica Popolare                           | 1 105                  | 1,17                   | n.d.                   | 0     | n.d.    |
|                                    | Free Flight to Italy                      | 946                    | 1,00                   | n.d.                   | 0     | n.d.    |
|                                    | Partito Repubblicano Italiano - ALA       | 440                    | 0,47                   | n.d.                   | 0     | n.d.    |
|                                    |                                           |                        |                        |                        |       |         |
| Iscritti                           | Iscritti                                  | 389 060                | 100,00                 |                        |       |         |
| ↳ Votanti (% su iscritti)          | ↳ Votanti (% su iscritti)                 | 108 279                | 27,83                  | n.d.                   |       |         |
| ↳ Voti validi (% su votanti)       | ↳ Voti validi (% su votanti)              | 94 336                 | 87,12                  |                        |       |         |
| ↳ Schede non valide (% su votanti) | ↳ Schede non valide (% su votanti)        | 13 943                 | 12,88                  |                        |       |         |
| ↳ Schede bianche (% su votanti)    | ↳ Schede bianche (% su votanti)           | 942                    | 0,87                   |                        |       |         |
| ↳ Schede nulle (% su votanti)      | ↳ Schede nulle (% su votanti)             | 13 001                 | 12,01                  |                        |       |         |
| ↳ Astenuti (% su iscritti)         | ↳ Astenuti (% su iscritti)                | 280 781                | 72,17                  |                        |       |         |

| Eletti | Eletti             |
| ------ | ------------------ |
|        | Fucsia Nissoli     |
|        | Francesca La Marca |

| Partito                            | Partito                                   | Risultati 4 marzo 2018 | Risultati 4 marzo 2018 | Risultati 4 marzo 2018 | Seggi | Seggi |
| Partito                            | Partito                                   | Voti                   | %                      | ±                      | Num   | ±     |
| ---------------------------------- | ----------------------------------------- | ---------------------- | ---------------------- | ---------------------- | ----- | ----- |
|                                    | Lega-Forza Italia-Fratelli d'Italia       | 30 365                 | 34,06                  | 11,48                  | 1     | 1     |
|                                    | Partito Democratico                       | 26 008                 | 29,17                  | 4,71                   | 0     | 1     |
|                                    | Movimento 5 Stelle                        | 15 693                 | 17,60                  | 7,08                   | 0     | 0     |
|                                    | Movimento Associativo Italiani all'Estero | 7 077                  | 7,94                   | n.d.                   | 0     | n.d.  |
|                                    | +Europa                                   | 5 111                  | 5,73                   | n.d.                   | 0     | n.d.  |
|                                    | Liberi e Uguali                           | 3 879                  | 4,35                   | n.d.                   | 0     | n.d.  |
|                                    | Civica Popolare                           | 1 013                  | 1,14                   | n.d.                   | 0     | n.d.  |
|                                    |                                           |                        |                        |                        |       |       |
| Iscritti                           | Iscritti                                  | 362 207                | 100,00                 |                        |       |       |
| ↳ Votanti (% su iscritti)          | ↳ Votanti (% su iscritti)                 | 102 233                | 28,23                  | n.d.                   |       |       |
| ↳ Voti validi (% su votanti)       | ↳ Voti validi (% su votanti)              | 89 146                 | 87,20                  |                        |       |       |
| ↳ Schede non valide (% su votanti) | ↳ Schede non valide (% su votanti)        | 13 087                 | 12,80                  |                        |       |       |
| ↳ Schede bianche (% su votanti)    | ↳ Schede bianche (% su votanti)           | 839                    | 0,82                   |                        |       |       |
| ↳ Schede nulle (% su votanti)      | ↳ Schede nulle (% su votanti)             | 12 248                 | 11,98                  |                        |       |       |
| ↳ Astenuti (% su iscritti)         | ↳ Astenuti (% su iscritti)                | 259 974                | 71,77                  |                        |       |       |

| Eletti | Eletti             |
| ------ | ------------------ |
|        | Francesca Alderisi |

### Elezioni politiche del 2022
| Partito                            | Partito                                                 | Risultati 25 settembre 2022 | Risultati 25 settembre 2022 | Risultati 25 settembre 2022 | Seggi | Seggi   |
| Partito                            | Partito                                                 | Voti                        | %                           | ±                           | Num   | ±       |
| ---------------------------------- | ------------------------------------------------------- | --------------------------- | --------------------------- | --------------------------- | ----- | ------- |
|                                    | Partito Democratico - Italia Democratica e Progressista | 28 341                      | 38,89                       | 9,30                        | 1     | Stabile |
|                                    | Lega - Forza Italia - Fratelli d'Italia                 | 25 998                      | 35,68                       | 3,53                        | 1     | Stabile |
|                                    | Mov. Associativo Italiani all'Estero                    | 7 292                       | 10,01                       | 1,85                        | 0     | Stabile |
|                                    | Movimento 5 Stelle                                      | 5 803                       | 7,96                        | 9,53                        | 0     | Stabile |
|                                    | Azione - Italia Viva                                    | 5 437                       | 7,46                        | n.d.                        | 0     | n.d.    |
|                                    |                                                         |                             |                             |                             |       |         |
| Iscritti                           | Iscritti                                                | 411 997                     | 100,00                      |                             |       |         |
| ↳ Votanti (% su iscritti)          | ↳ Votanti (% su iscritti)                               | 86 423                      | 20,98                       | n.d.                        |       |         |
| ↳ Voti validi (% su votanti)       | ↳ Voti validi (% su votanti)                            | 72 871                      | 84,32                       |                             |       |         |
| ↳ Schede non valide (% su votanti) | ↳ Schede non valide (% su votanti)                      | 13 552                      | 15,68                       |                             |       |         |
| ↳ Schede bianche (% su votanti)    | ↳ Schede bianche (% su votanti)                         | 1 254                       | 1,45                        |                             |       |         |
| ↳ Schede nulle (% su votanti)      | ↳ Schede nulle (% su votanti)                           | 12 298                      | 14,23                       |                             |       |         |
| ↳ Astenuti (% su iscritti)         | ↳ Astenuti (% su iscritti)                              | 325 574                     | 79,02                       |                             |       |         |

| Eletti | Eletti                   |
| ------ | ------------------------ |
|        | Christian Diego Di Sanzo |
|        | Andrea Di Giuseppe       |

| Partito                            | Partito                                                 | Risultati 25 settembre 2022 | Risultati 25 settembre 2022 | Risultati 25 settembre 2022 | Seggi | Seggi   |
| Partito                            | Partito                                                 | Voti                        | %                           | ±                           | Num   | ±       |
| ---------------------------------- | ------------------------------------------------------- | --------------------------- | --------------------------- | --------------------------- | ----- | ------- |
|                                    | Partito Democratico - Italia Democratica e Progressista | 29 930                      | 40,31                       | 11,14                       | 1     | 1       |
|                                    | Lega - Forza Italia - Fratelli d'Italia                 | 25 998                      | 35,01                       | 0,95                        | 0     | 1       |
|                                    | Mov. Associativo Italiani all'Estero                    | 6 968                       | 9,38                        | 1,46                        | 0     | Stabile |
|                                    | Movimento 5 Stelle                                      | 6 002                       | 8,08                        | 9,52                        | 0     | Stabile |
|                                    | Azione - Italia Viva                                    | 5 351                       | 7,21                        | n.d.                        | 0     | n.d.    |
|                                    |                                                         |                             |                             |                             |       |         |
| Iscritti                           | Iscritti                                                | 411 997                     | 100,00                      |                             |       |         |
| ↳ Votanti (% su iscritti)          | ↳ Votanti (% su iscritti)                               | 86 423                      | 20,98                       | n.d.                        |       |         |
| ↳ Voti validi (% su votanti)       | ↳ Voti validi (% su votanti)                            | 74 249                      | 85,91                       |                             |       |         |
| ↳ Schede non valide (% su votanti) | ↳ Schede non valide (% su votanti)                      | 12 174                      | 14,09                       |                             |       |         |
| ↳ Schede bianche (% su votanti)    | ↳ Schede bianche (% su votanti)                         | 1 254                       | 1,45                        |                             |       |         |
| ↳ Schede nulle (% su votanti)      | ↳ Schede nulle (% su votanti)                           | 10 920                      | 12,64                       |                             |       |         |
| ↳ Astenuti (% su iscritti)         | ↳ Astenuti (% su iscritti)                              | 325 574                     | 79,02                       |                             |       |         |

| Eletti | Eletti             |
| ------ | ------------------ |
|        | Francesca La Marca |

## Riepilogo eletti

### Camera dei Deputati
| 2006 | 2006                        | 2008                        | 2008                        | 2013 | 2013                    | 2018                    | 2018                    | 2022 | 2022                          |
| ---- | --------------------------- | --------------------------- | --------------------------- | ---- | ----------------------- | ----------------------- | ----------------------- | ---- | ----------------------------- |
|      | Gino Bucchino (L'Unione/PD) | Gino Bucchino (L'Unione/PD) | Gino Bucchino (L'Unione/PD) |      | Francesca La Marca (PD) | Francesca La Marca (PD) | Francesca La Marca (PD) |      | Christian Diego Di Sanzo (PD) |
|      | Salvatore Ferrigno (FI)     |                             | Amato Berardi (PdL)         |      | Fucsia Nissoli (SC)     |                         | Fucsia Nissoli (FI)     |      | Andrea Di Giuseppe (FdI)      |

### Senato della Repubblica
| 2006 | 2006                     | 2008 | 2008                   | 2013 | 2013               | 2018 | 2018                    | 2022 | 2022                    |
| ---- | ------------------------ | ---- | ---------------------- | ---- | ------------------ | ---- | ----------------------- | ---- | ----------------------- |
|      | Renato Turano (L'Unione) |      | Basilio Giordano (PdL) |      | Renato Turano (PD) |      | Francesca Alderisi (FI) |      | Francesca La Marca (PD) |